# Carlos Peucelle

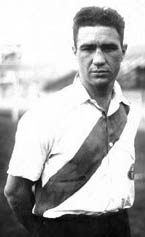

Carlos Desiderio Peucelle (ur. 13 września 1908, zm. 1 kwietnia 1990) – argentyński prawoskrzydłowy, szczególnie wyróżniający się wyszkoleniem technicznym. Wśród kibiców zyskał sobie przydomek Barullo.

## Kariera sportowa
Mierzący 171 cm i ważący 70 kg Peucelle był wychowankiem słynnej szkółki piłkarskiej klubu River Plate. Gdy wraz z reprezentacją Argentyny wziął udział w zwycięskim Copa América 1929 oraz w pierwszych mistrzostwach świata w 1930 roku, reprezentował barwy klubu Sportivo Palermo. Na mistrzostwach w drugim meczu zastąpił Perinettiego i pozostał w pierwszym składzie. W czterech meczach zdobył 3 bramki oraz wystąpił w przegranym 2:4 meczu finałowym z Urugwajem. Znakomita gra na boiskach w Montevideo sprawiła, że za sumę 10 milionów peso (rekordowy transfer) ściągnął go do siebie słynny River Plate, w którego barwach w latach 1931–1941 rozegrał 307 meczów, w których zdobył 113 bramek. Po zakończeniu kariery piłkarskiej w kilku klubach próbował pracy trenerskiej.